# Joseph-Émile Baeteman
Joseph-Émile Baeteman (29 de setembro de 1880 - 1938) foi um missionário francês e escritor religioso. Ele escreveu um dicionário de amárico ( Dictionnaire amarigna-français ) que foi um trabalho pioneiro e se tornou padrão para o estudo dessa língua.

## Vida
Joseph Baeteman nasceu em 1880 em Corbigny, Nièvre. Em 1892 ele recebeu sua educação missionária em Troyes e Paris, onde se juntou aos Lazaristas. Em 1905 foi para a Etiópia para lecionar, mas voltou para a França durante a Primeira Guerra Mundial, na qual serviu no front. Em 1919 ele voltou para a Etiópia, para Gəwala. Por volta de 1920 fundou a missão Lazarista de Mändida, da qual deixou em 1929 por doença. Ele então retornou à França e escreveu vários escritos espirituais.

## Odicionário
Em 1929, Baeteman publicou seu dicionário amárico. Foi impresso em Dire Daua (leste da Etiópia ) e dedicado a Haile Selassie I, que então ainda era Negus Tafāri Makwennen. O dicionário tem mais de 1000 páginas e inclui cerca de 1000 provérbios, de uma coleção feita pelo Lazarista Jean-Baptiste Coulbeaux. Foi baseado em muitas fontes, incluindo coleções de vocabulário feitas pelo lazarista etíope abba Tesfa Sellassie Welde Gerima.

## Trabalho
- 1922: Formation de la jeune fille. 3rd ed. Évreux : Poussin.
- 1923: Grammaire amarigna. Addis-Abéba (Addis Ababa): Imprimerie A. Desvages.
- 1927: Courtes méditations sur la doctrine chrétienne. Luçon: S. Pacteau.
- 1929: Dictionnaire amarigna-français, suivi d'un vocabulaire français-amarigna. Dire-Daoua (Dire Dawa): Imprimerie Saint Lazare.
- 1929: (ed.) Jean-Baptiste Coulbeaux, Histoire politique et religieuse d'Abyssinie depuis les temps les plus reculés jusqu'à l'avénement de Ménélick II. Paris.
- 1930: Au pays du roi Ménélick, Croquis noirs. Lyon: Librairie catholique E. Vitte.
- 1931: Les Lazaristes en Abyssinie 1839-1930. Louvain: Xaveriana.
- 1931: Ames Éthiopiennes. Louvain: Xaveriana.

## 1
1. ↑  See Smidt 2003.
2. ↑  See Baeteman 1929, pp. i-vii; Smidt 2003.